# Američki haracini
Američki haracini (lat. Anostomidae), porodica slatkovodnih južnoameričkih riba iz reda Characiformes.
Obilježava ih to da imaju malena usta, maleni škržni otvor, a mnoge vrste plivaju u kosom položaju, glavom prema dolje. Hrane se bijnom hranom ili raspadnutom organskom tvari (detritofagi ili detritivore).
Naziv američki haracini primjenjuje se i na ribe porodice Characidae koje pripadaju istom redu.

## Rodovi
- Abramites Fowler, 1906
- Anostomoides Pellegrin, 1909
- Anostomus Scopoli, 1777
- Gnathodolus Myers, 1927
- Hypomasticus Borodin, 1929
- Laemolyta Cope, 1872
- Leporellus Lütken, 1875
- Leporinus Agassiz in Spix and Agassiz, 1829
- Petulanos Sidlauskas & Vari, 2008
- Pseudanos Winterbottom, 1980
- Rhytiodus Kner, 1858
- Sartor Myers and Carvalho, 1959
- Schizodon Agassiz in Spix and Agassiz, 1829
- Synaptolaemus Myers and Fernández-Yépes in Myers, 1950

Izvori za rodove